# Mont Victoria (Wellington)

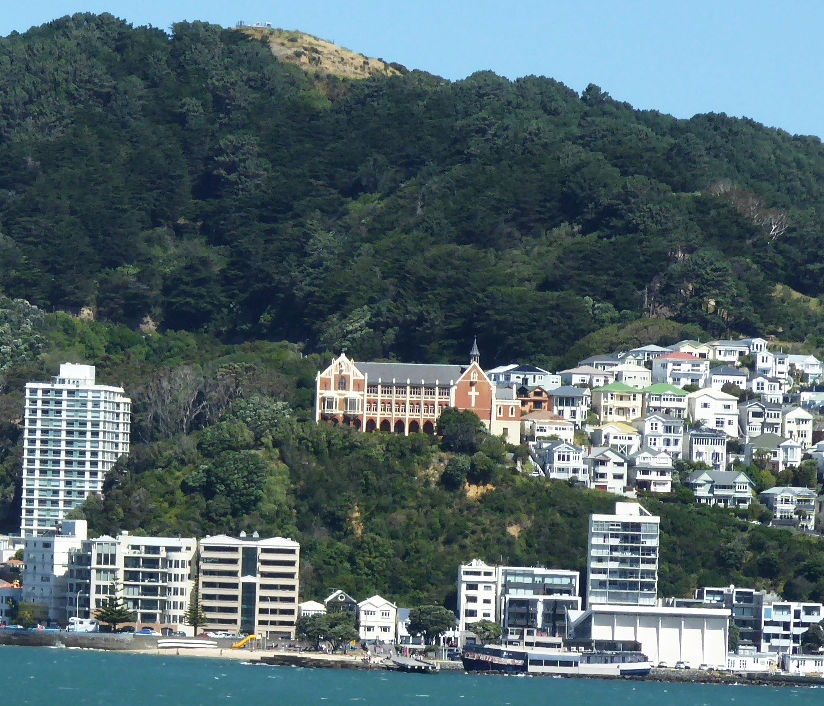
Le mont Victoria avec en contrebas l'église et le monastère Saint-Gérard.

Le mont Victoria est une colline de 196 mètres de hauteur immédiatement à l'est du centre-ville de la capitale Wellington du sud de l'Île du Sud de la Nouvelle-Zélande À 4 km au sud se trouve un éperon, le mont Albert, et les deux sont reliés par une corniche.
La zone résidentielle du mont Victoria se trouve sur son versant nord-ouest.

Vue du mont Victoria. À gauche du sommet se trouvent Roseneath et Oriental Bay ; à droite la zone résidentielle du mont Victoria, et à l'extrême-droite le musée national, Te Papa.